# Basista
Basista è una municipalità di quinta classe delle Filippine, situata nella Provincia di Pangasinan, nella regione di Ilocos.
Basista è formata da 13 baranggay:
- Anambongan
- Bayoyong
- Cabeldatan
- Dumpay
- Malimpec East
- Mapolopolo
- Nalneran
- Navatat
- Obong
- Osmena Sr.
- Palma
- Patacbo
- Poblacion